# Yaeji
Yaeji (geboren als Kathy Yaeji Lee, New York, 6 augustus 1993) is een Koreaans-Amerikaanse musicus gespecialiseerd in elektronische muziek. Haar stijl is een mix van house, dance en hiphop, ze zingt in zowel Engels als Koreaans.

## Biografie
Yaeji werd geboren in de New Yorkse wijk Flushing als enig kind van Koreaanse ouders, en verhuisde op vijfjarige leeftijd naar Atlanta. Halverwege de basisschool verhuisde ze met haar ouders naar Zuid-Korea. Doordat ze daar vrijwel jaarlijks van school wisselde, werd ze gedwongen om haar vriendschappen via het internet te onderhouden. De elektronische muziek leerde ze ook kennen via het internet.
Yaeji keerde weer terug naar de Verenigde Staten en ging studeren aan de Carnegie Mellon University in Pittsburgh. Haar studierichtingen waren Oost Azië studies, conceptuele kunst en grafische vormgeving. Tijdens haar studie begon ze interesse te krijgen in DJ-en, leerde ze het softwareprogramma Traktor te gebruiken en speelde ze regelmatig op housefeesten. Nadat ze overstapte op het Duitse softwarepakket Ableton schreef ze haar eerste nummer (Shut up and Listen) en debuteerde daarmee op het radiostation van de universiteit. 
Yaeji studeerde af in 2015. Na haar studie keerde ze terug naar New York. Haar eerste single (New York 93) werd begin 2016 uitgebracht op het platenlabel Godmode, gevolgd door EP's bij hetzelfde label in maart en november 2017.
In 2018 speelde Yaeji op het zesdaagse Coachellafestival in Californië. In Europa was ze onder meer te zien op Pukkelpop en Lowlands.

## Discografie

### Extended plays
- Yaeji (2017, Godmode)
- EP2 (2017, Godmode)

### Albums
- What We Drew = 우리가 그려왔던  (2020, XL Recordings)
- With A Hammer (2023, XL Recordings)

### Singles
- "New York '93" (2016, Godmode)
- "Guap" (2016, Godmode)
- "Therapy" (2017, Godmode)
- "Remixes, Vol. 1" (2017, Godmode)
- "Last Breath" (2017, Godmode)